# Jan Małkowiak

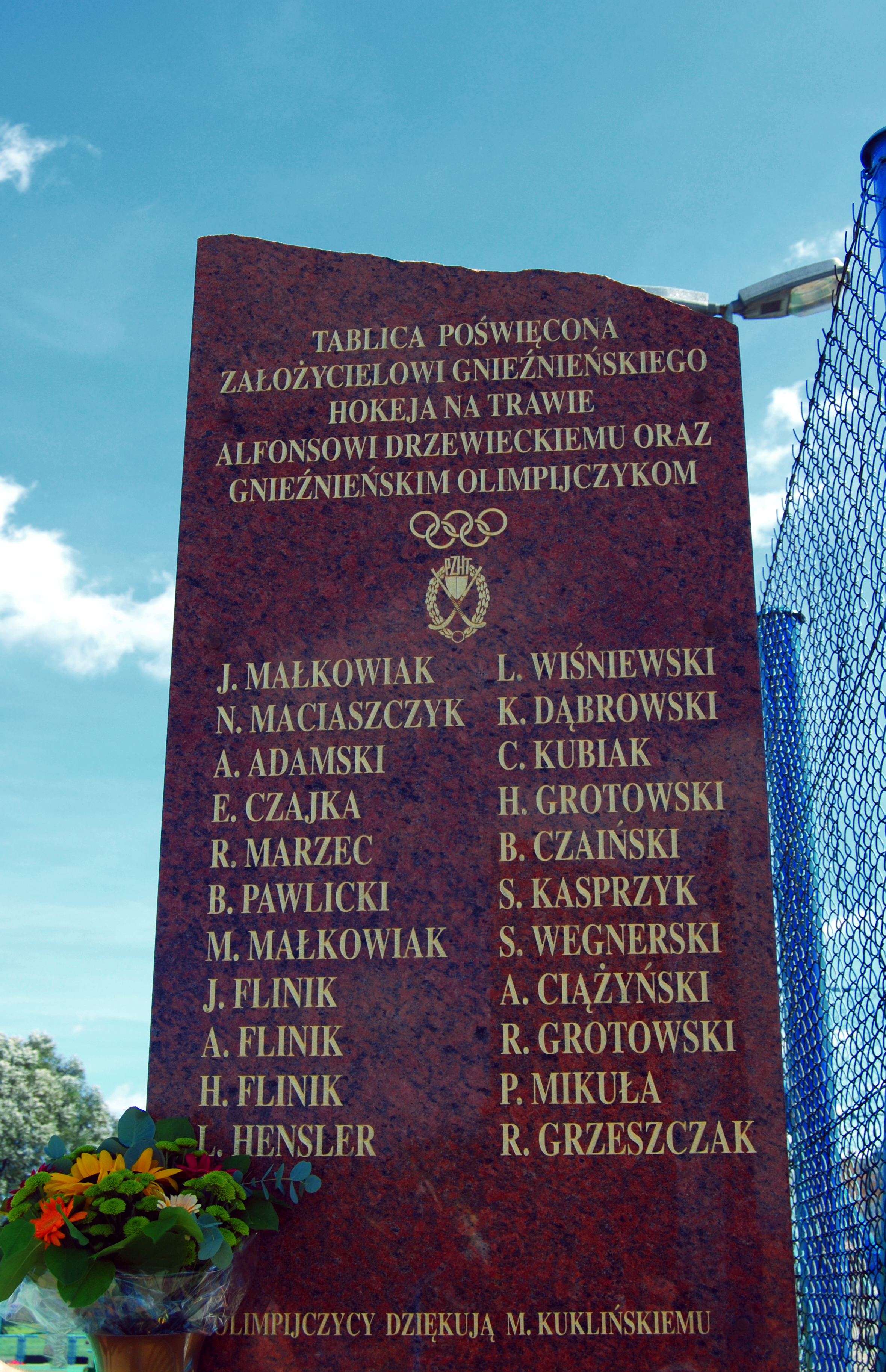
Tablica poświęcona Gnieźnienskim olimpijczykom, wśród nich Jan Małkowiak.

Jan Małkowiak (ur. 20 maja 1919 w Gelsenkirchen, zm. 26 lipca 1991 w Gnieźnie) – polski hokeista na trawie, trener, olimpijczyk z Helsinek 1952.
Karierę sportową rozpoczął przed II wojną światową. Po wojnie siedmiokrotny mistrz Polski w latach 1947–1953 oraz 10-krotny reprezentant Polski.
Na igrzyskach olimpijskich w 1952 r. był kapitanem reprezentacji Polski, która zajęła 6 miejsce w turnieju.